# 贾森·帕克
贾森·帕克（英語：Jason Parker，1975年5月13日—），加拿大男子速度滑冰运动员。他曾代表加拿大参加2006年冬季奥林匹克运动会速度滑冰比赛，获得男子团体追逐赛银牌。